# چشمه ریچی
چشمهٔ ریچی یکی از چشمه‌های طبیعی استان فارس است که در منطقهٔ کوهمره سرخی زاگرس و در ۳۵ کیلومتری شهر شیراز واقع شده‌است. وجود درختان متعدد -از جمله بلوط و صنوبر- از ویژگی‌های این چشمه‌است که آن را به‌صورت یک گردشگاه درآورده‌است.